# 崔涓
崔涓（?—?），字道源，唐朝贝州安平人，崔珙之子。
崔涓在大中四年（850年）进士擢第。他性情开敏。担任杭州刺史，没有全部认识属下卒史，于是用纸将他们的姓名写下傅在襟上，过前一看，后来数百人呼名无误。乾符初年，崔涓镇江陵为荆南节度使，辟王荛为从事。官至御史大夫。其子崔仁魯，字化元；崔仁矩；崔仁寶，字國華。